# Muntanyà (Navès)
Muntanyà és una masia de Navès (Solsonès) inclosa a l'Inventari del Patrimoni Arquitectònic de Catalunya.

## Descripció
És una masia orientada nord - sud, de planta rectangular i teulada a doble vessant. Té planta baixa, dos pisos i golfes. L'entrada té el sòl de pedra i arcs semi- ogivals i a la dreta, hi ha una escala de pedra per pujar al primer pis. A mitja escala, hi ha una porta a la dreta que comunica amb la capella. Gairebé totes les estances de la casa conserven el terra de pedra i el sostre amb bigues. A la paret nord, l'eixida amb el pou.
La façana principal té finestres i balcons als dos pisos. La porta és d'arc de mig punt adovellada i al costat, la porta de l'església que també és d'arc de mig punt i adovellada. Sobresurt per damunt de la casa el campanar de l'església, d'espadanya i amb una creu al damunt. Al voltant de la casa hi ha quantitat de coberts, alguns amb arc adovellat i les quadres i corrals. Es conserva l'arc d'entrada a l'era de davant de la porta principal.
Les portes amb llindes decorades són dues. La primera és la porta d'entrada a la cuina; està decorada amb un acanalat de pedra i amb botons en relleu a tot vol. La segona porta és una de les de la sala; la llinda és de pedra picada, tallada i al centre un sol en relleu com a decoració.
Pel que fa a la llar de foc, el foc és rodó, rodejat d'una anella de metall. La campana de forma rectangular és feta de pedra, construïda a partir de grans blocs rectangulars i molt ben treballats. La llar es troba enmig d'una petita estança al costat de la cuina, conserva encara el paviment del terra de pedra, grans lloses rectangulars.
Capella de planta rectangular edificada dins la casa de Muntanyà. És d'una sola nau amb un altar central i un lateral. Està tota emblanquinada. A l'altar central, hi ha un tríptic on a la part central apareix la figura de Sant Esteve, i als costats laterals, representacions de la vida i martiri del sant. A l'altar lateral, hi ha una pintura representant l'escena de la repartició del mantell als pobres per part de Sant Martí, muntat a cavall. En les dues pintures predominen els tons blancs, vermells i blaus.

## Història
La casa Montanyà ja existia al segle xii, tot i que les primeres dades documentals pertanyen al segle xiii (1212), quan Bernat de Montanyà és anomenat en un document d'avinença sobre drets dels masos de Vila d'en Guanta, la Serra i el mateix Montanyà. Des del 1212, la casa Montanyà ha seguit conservant la casa i les terres d'hereu a hereu.
La primitiva masia va estar sota la jurisdicció dels grall d'Abareda. El 1540, el vicari general de la Seu d'Urgell va donar llicència a Pere de Montanyà per construir una nova capella dedicada a Sant Esteve. La capella es troba a la masia de Muntanyà i va ser edificada per Pere Muntanyà l'any 1545 i construïda dins la casa, tocant a la façana de migdia. L'any 1545, Pere de Muntanyà va encarregar fer un retaule. La capella està dedicada a Sant Esteve. La llar de foc es va construir quan es van fer reformes a la casa al segle XVIII; avui dia encara es conserva i s'utilitza.
Una relíquia va ser donada a aquesta parròquia per intercessió de Francesc Montanyà, canonge de Barcelona. Ramon Montanyà, canonge de Manresa va portar la direcció de la resistència a Can Masana, en la Guerra del Francès (del 13 de juny de 1808 el gener de 1809).